# Summer rain
Summer rain is een single van Chris de Burgh. Het is de eerste single afkomstig van zijn album At the end of a perfect day.
Summer rain verwijst naar een zomerliedje in het hoofd van een oude man, die met een klein kind naast zich loopt. Het nummer werd voor de single-uitgave met bijna een minuut ingekort (edit) om op de radio gespeeld te krijgen. Het mocht niet baten; het haalde geen hitnotering.
A rainy day in Paris gaat over een afscheid van geliefden op de Champs-Élysées; hij die teruggaat naar Engeland gaat er dan van uit dat ze elkaar nooit weerzien ondanks de gemaakte beloften.